# Уайлс, Сьюзан
Сьюзан «Cьюзи» Саммеролл Уайлс (англ. Susan «Susie» Summerall Wiles; род. 14 мая 1957, Нью-Джерси, США) — американский политический консультант и политтехнолог из Республиканской партии. Глава аппарата Белого дома.

## Биография
Сьюзан Саммеролл родилась 14 мая 1957 года в Нью-Джерси и была одним из трёх детей Пэта Саммеролла и его жены Кэти Саммеролл. Пэт играл в американский футбол в Национальной футбольной лиге (НФЛ) в качестве игрока на позиции плейкикера, а позже стал спортивным комментатором.
В 1975 году окончила Академию Святых Ангелов. Уайлс также окончила Мэрилендский университет в Колледж-Парке, получив степень бакалавра искусств по английскому языку. Была замужем за Лэнни Уайлсом, консультантом-республиканцем, с которым она переехала в Понте-Ведра-Бич во Флориде, в 1985 году. Пара развелась в 2017 году. Уайлс имеет двух дочерей и является членом Епископальной церкви.

## Карьера
В 1979 году Уайлс работала помощницей члена Конгресса Джека Кемпа, после чего присоединилась к президентской кампании Рональда Рейгана в следующем году. Она известна как ведущий стратег Республиканской партии, участвовавший в губернаторских кампаниях Рика Скотта в 2010 году, Джона Хантсмена младшего в 2011 и ряда других политиков.
Уайлс также управляла лоббистской фирмой Ballard Partners, базирующейся в Таллахасси, штат Флорида, в течение почти десятилетия, но ушла в сентябре 2019 года, сославшись на «серьёзную проблему со здоровьем». Работала над президентской кампанией Дональда Трампа в 2016, 2020 и в 2024 годах а так же президентских кампаниях Рональда Рейгана в 1980 году и Джорджа Буша старшего в 1988 году.
В ноябре 2024 года была представлена одержавшим победу на выборах президента США Дональдом Трампом в качестве главы аппарата Белого дома. Уайлс, получившая прозвище «Ледяная дева» широко известна как один из главных архитекторов президентских кампаний Трампа 2016, 2020 и 2024 годов. Она стала первой женщиной на посту главы аппарата.